# Corea del centro
Corea del centro es un programa de televisión argentino emitido por Net TV y producido por Kuarzo Entertainment Argentina. Es conducido por Ernestina Pais y su temática consiste en política, economía y sociedad, contando siempre con la presencia de entrevistados.

## Inicios y Evolución
Corea del Centro se emitió por primera vez el lunes 6 de mayo de 2019. En sus inicios se emitía de lunes a jueves a las 22 horas, mientras que los días viernes se emitía un compilado.
En su formato inicial, el personaje invitado de la noche, además de ser entrevistado participaba en dos juegos: una pequeña partida de truco con los conductores y el llamado "Juego de los presidentes", donde el invitado ordena los mandatos presidenciales argentinos de las últimas décadas según su propia percepción de eficacia de cada uno.[cita requerida]
Desde el mes de septiembre, Corea del Centro pasó a emitirse a las 23 horas, quitando el programa de los viernes.
A pesar de ser un programa nuevo y aún en su primera temporada, Corea del Centro ha tenido invitados como Alberto Fernández, José Luis Espert, Juan Gabriel Tokatlian, Nicolás del Caño, Marcelo, Zlotogwiazda, Jorge Lanata, María Eugenia Vidal, Margarita Stolbizer, Daniel López Rossetti, Fernando Iglesias y Miguel Ángel Pichetto, entre otros.

## Segunda temporada
La gran audiencia obtenida durante la primera temporada y las intenciones de Net TV de incluir mayor programación periodística fueron fundamentales para que Corea del Centro se renovara para una nueva temporada en 2020.
A fines de agosto se informó de un regreso para el mes de septiembre con programas sábados y domingos por las noches, aunque finalmente tuvo lugar el 1 de noviembre.
La segunda temporada tendrá el mismo formato de entrevistas a lo largo de 8 programas, cambiando los días de emisión, los domingos a las 20:30 horas. Los entrevistados del primer programa fueron Martín Guzmán y Santiago O'Donell.

## Equipo

### Conductores
- 2019-2020:Ernesto Tenembaum-María O'Donnell
- 2021:Ernestina Pais